# Christoph Holstein

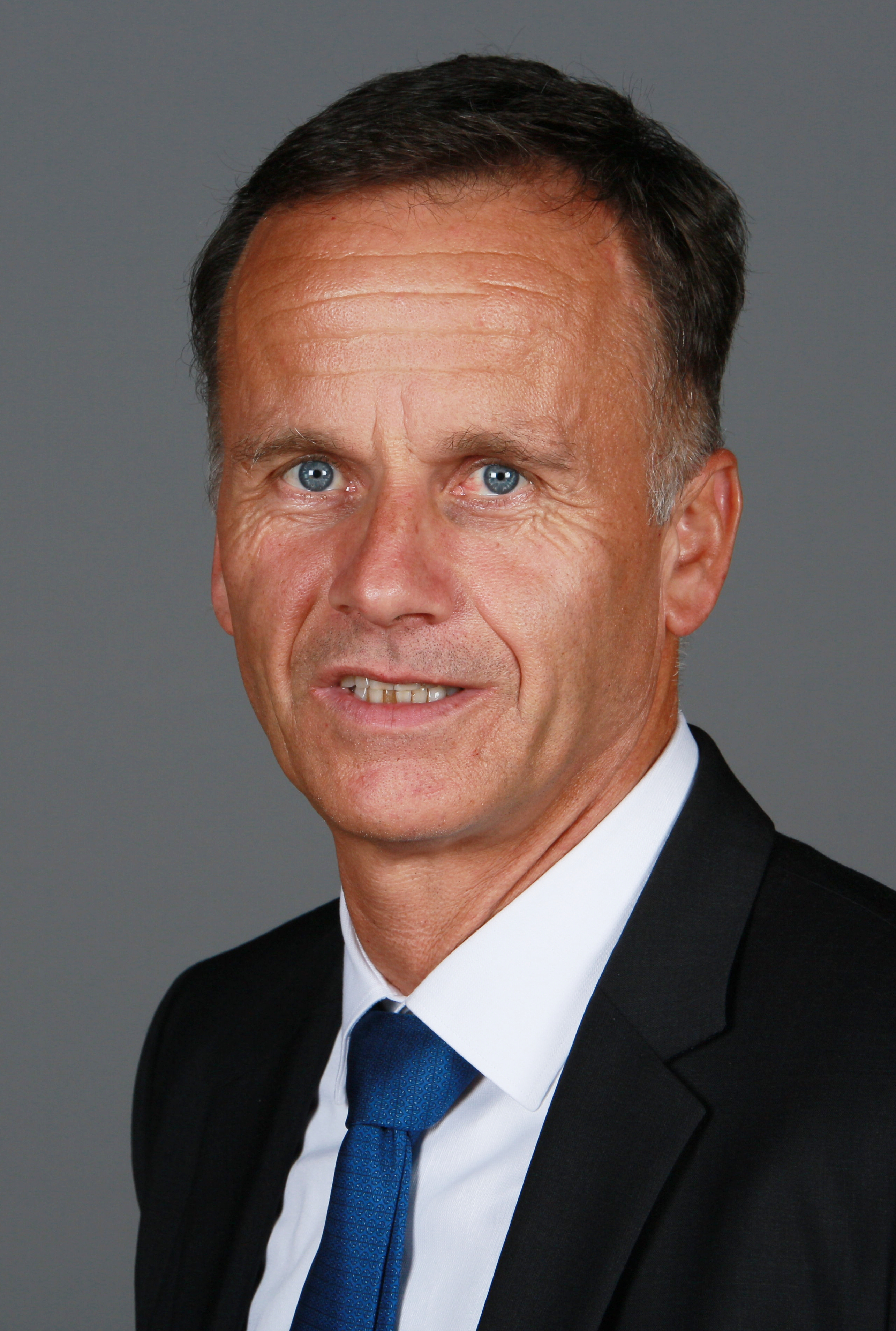
Christoph Holstein (2018)

Christoph Holstein (* 18. November 1963 in Essen) ist ein deutscher Journalist und politischer Beamter (SPD). Seit 2015 ist er Staatsrat für den Bereich Sport in der Behörde für Inneres und Sport in Hamburg.

## Leben
Nach einem Studium der Germanistik, Politikwissenschaft und Geschichte war Holstein als Journalist beim Schleswig-Holsteinischen Zeitungsverlag (1993–1998), war Pressesprecher der Hamburger Behörde für Inneres (1998–2001) sowie bei der SPD-Landesorganisation in Hamburg (2001–2004).
Nachdem Holstein zwischen 2004 und 2011 als Pressesprecher für die SPD-Bürgerschaftsfraktion in Hamburg tätig gewesen war, wurde er im Jahr 2011 Leiter der Pressestelle des Senats und Senatssprecher. Am 17. April 2015 wurde Christoph Holstein von Senator Michael Neumann zum Staatsrat des Bereichs Sport der Hamburger Behörde für Inneres und Sport im Senat Scholz II ernannt. Er wurde Nachfolger von Karl Schwinke und ist im Gegensatz zu seinem Vorgänger ausschließlich für das Sport-Ressort in der Behörde zuständig. Insbesondere nach dem gescheiterten Referendum zur Bewerbung Hamburgs um die Olympischen Sommerspiele 2024 stand Holstein unter starker Kritik der Opposition der Hamburgischen Bürgerschaft.